# Enclisis castellana
Enclisis castellana är en stekelart som beskrevs av Bordera, Kolarov och Mazon 2007. Enclisis castellana ingår i släktet Enclisis och familjen brokparasitsteklar. Inga underarter finns listade i Catalogue of Life.